# 南東鉄道支社 (ロシア鉄道)
南東鉄道支社（ロシア語: Юго-Восточная железная дорога）は、ロシア鉄道公開株式会社の支社（Филиал ОАО «РЖД»）の一つであり、1893年に創設された。ヴォロネジ州、ベルゴロド州、ヴォルゴグラード州、ロストフ州、クルスク州、リャザン州、タンボフ州、トゥーラ州、リペツク州、サラトフ州、ペンザ州のロシア鉄道線を管轄する。本部はヴォロネジに設置されている。モスクワ・リャジスクからロストフ方面に至る路線は途中37kmがウクライナ領のルガンスク（2014年以降はウクライナの実効支配が及ばずルガンスク人民共和国の実効支配下にある）を経由している。

## 歴史
1866年に開業した「モスクワ・リャザン鉄道」が路線網の原型である。リャザン - ミチュリンスク間を結び、1871年にはヴォロネジ、ヴォルゴグラード、サラトフ、ロストフ・ナ・ドヌ方面に延伸された。バラショフ・ハリコフ鉄道は1890年に開業した。ロシア革命後にはボリシェヴィキによって国有化された。

## 路線
- リャジスク駅 - ミチュリンスク駅 - グリャジ駅 - オトロジカ駅 - プリダチャ駅 - リスキ駅 - ジュラフカ駅 - ゾリニフカ駅 (ウクライナ領) - チェルトコヴォ駅
- カストルノエ駅 - ヴォロネジI駅 - オトロジカ駅
- ミチュリンスク駅 - タンボフ駅 - ブラゴダトカ駅

## 参照
1. ↑  Железнодорожная ветка РЖД длиной примерно в 30 км, находящейся в ведении российской монополии, «застряла» на территории Украины — РБК daily — Статьи